# Greatest Remix Hits 4
Greatest Remix Hits 4 je album z remiksi avstralske pop-dance pevke Kylie Minogue.
21. avgusta 1998 je izšel pri založbi Mushroom Records samo v Avstraliji.
Vključeval je redke remikse njenih pesmi, izdanih pri založbi PWL Records med letoma 1987 in 1992.

## Seznam pesmi
| CD 1            | CD 1                                                                 | CD 1    |
| Št.             | Naslov                                                               | Dolžina |
| --------------- | -------------------------------------------------------------------- | ------- |
| 1.              | „What Do I Have to Do?‟ (remiks)                                     | 8:49    |
| 2.              | „The Loco-Motion‟ (remiks)                                           | 3:15    |
| 3.              | „Made in Heaven‟ (remiks)                                            | 5:46    |
| 4.              | „Wouldn't Change a Thing‟ (Espagnov remiks)                          | 5:51    |
| 5.              | „Better the Devil You Know‟ (alternativni remiks)                    | 3:20    |
| 6.              | „Things Can Only Get Better‟ (izvirni remiks)                        | 7:12    |
| 7.              | „The Loco-Motion‟ (Kohakujev remiks)                                 | 5:59    |
| 8.              | „Let's Get to It‟ (remiks Tonyja Kinga)                              | 6:00    |
| 9.              | „What Kind of Fool (Heard All That Before)‟ (remiks Petea Watermana) | 6:50    |
| Skupna dolžina: | Skupna dolžina:                                                      | 53:02   |

| CD 2            | CD 2                                                                    | CD 2    |
| Št.             | Naslov                                                                  | Dolžina |
| --------------- | ----------------------------------------------------------------------- | ------- |
| 1.              | „I Should Be So Lucky‟ (razširjeni remiks)                              | 6:08    |
| 2.              | „The Loco-Motion‟ (skrajšana različica)                                 | 3:07    |
| 3.              | „Hand on Your Heart‟ (remiks)                                           | 5:34    |
| 4.              | „I Am the One for You‟                                                  | 3:12    |
| 5.              | „Step Back in Time‟ (remiks Tonyja Kinga)                               | 7:30    |
| 6.              | „Too Much of a Good Thing‟ (izvirni remiks)                             | 5:51    |
| 7.              | „If You Were with Me Now‟ (orkestrska različica s Keithom Washingtonom) | 3:12    |
| 8.              | „Finer Feelings‟ (remiks skupine Brothers in Rhythm)                    | 3:58    |
| 9.              | „Celebration‟ (remiks)                                                  | 8:06    |
| Skupna dolžina: | Skupna dolžina:                                                         | 46:38   |